# Hyphoderma rimulosum
Hyphoderma rimulosum är en svampart som beskrevs av Sheng H. Wu 1997. Hyphoderma rimulosum ingår i släktet Hyphoderma och familjen Meruliaceae.   Inga underarter finns listade i Catalogue of Life.